# زیر خاکستر
زیر خاکستر، عنوان کتابی است از علی‌اکبر سعیدی سیرجانی که مشتمل بر سی و یک قطعه از منتخبات اشعار وی می‌باشد، و در سال ۱۳۴۴ خورشیدی به چاپ رسیده‌است. گرچه تمامی قطعات این کتاب، دارای مضامین بکر و کم سابقه تا آن روز بود، امّا شهرت آن بیشتر بخاطر قطعه شعری به نام سیه چهرهٔ لاغر اندامکی بود که در آن سعیدی سیرجانی به توصیفی کم نظیر و بی سابقه از نشئگی افیون و خواص وافور پرداخته بود.
حبیب یغمائی در خرداد ماه ۱۳۴۶، ضمن چاپ این قطعه شعر و معرفی کتاب زیر خاکستر در مجله یغما، در توصیف این شعر نوشت: «مانند مضمون آن در ادبیات فارسی سابقه ندارد» و سپس پیش بینی کرد که: «از این پس هم چونین وصفی دقیق نخواهد شد»

## گزیده ای از اشعار کتاب
ابیات ذیل گزیده ای از محبوبترین و مشهورترین شعر سعیدی سیرجانی در این کتاب است:
سیه چرده ای، لاغراندامکی؛ نجاتم دهد از غم روزگار
به زهرش کنم تلخی غم علاج؛ به افعی پناهنده گردم ز مار
چو در پرتو آتش افتد به تاب؛ مُکم، قیرگون شیرۀ جان او 
خزد، نرم نرمک به گور سیاه؛ سیه جسم بی جان پیچان او
نفیرافکن از تاب آتش خزد، به غار سیه مار چنبر زده

وزان رخنه گردد به کامم روان؛ سیاه اژدر تن به آذر زده
فریبا، خیال آفرین، پرشکنج؛ بر آتش برقصد چو جادوگران 
ببندد به افسون جادوئیش؛ سبک، دیدگانم به خوابی گران
فرود آورد پنجۀ زهرگین؛ به لرزان و پیچان عصب‌های من

به روز اندرم دیده بر هم نهد؛ رُباید ز سر خواب شب‌های من
به نیروی سیّالۀ نشئه بخش؛ فراز فلک بال وپر، وا کنم 
رها از کمند زمان و مکان؛ جهان تا جهان را تماشا کنم
منم شاه اقلیم وارستگی؛ سیه دود او، هالۀ تاج من 
قوی فکرتان، آسمان همتان؛ گه نشئه بینند معراج من
تو گر زهر خوانیش و گر پادزهر؛ مرا پادزهر است و داروی غم
که جز نیش سوزن نیارد برون؛ بن خار در پای کرده ورم
تو ای فارغ از غم، به انکار من؛ چه کوشی که جانت غمین نیست نیست! 
بدانستی ار درد من داشتی؛ که مارا دوائی جز این نیست نیست!